# Luna Park (New York)
Luna Park is een Amerikaans pretpark op Coney Island (New York). Het park werd op 29 mei 2010 geopend op de locatie van de voormalige pretparken Astroland en Dreamland. Het park is vernoemd naar het gelijknamige pretpark dat op ongeveer dezelfde locatie van 1903 tot en met 1944 in bedrijf was.
Het park is ontworpen en ontwikkeld door Central Amusement International, een dochterbedrijf van de Italiaanse eigenaar Zamperla. Naast de uit Astroland en Dreamland overgenomen attracties werden er 19 nieuwe attracties gebouwd.

## Geschiedenis

### 1902-1946

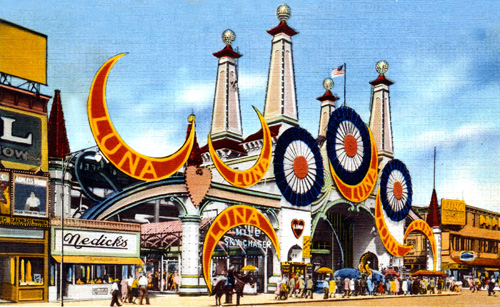
De ingang van het oorspronkelijke Luna Park

Aan het einde van 1902 tekenden Frederic Thompson en Elmer "Skip" Dundy een contract om het Sea Lion Park van Paul Boyton, het eerste permanente, betaalde pretpark van Noord-Amerika, over te nemen. Dat park was 7 jaar daarvoor geopend. Sea Lion Park had verschillende aantrekkelijke attracties, maar door een slechte zomer en concurrentie van het Steeplechase Park wilde Boyton een andere richting op met zijn carrière. Thompson en Dundy sloten ook een contract om de aangrenzende grond, waar tot een brand in 1896 het Elephantine Colossus-hotel stond, over te nemen. Hierdoor hadden zij alle grond ten noorden van Surf Avenue, ten zuiden van Neptune Avenue en tussen West 8th Street en West 12th Street in handen waarmee het park flink kon worden uitgebreid. Thompson en Dundy investeerden $700.000 in het park. Van dat geld werd het park vernieuwd en werden er meer attracties toegevoegd.
Luna Park werd op 16 mei 1903 onder het toeziend oog van 60.000 gasten geopend. De toegangsprijs was 10 cent, maar er gold ook per attractie een toegangsprijs tot wel 25 cent.

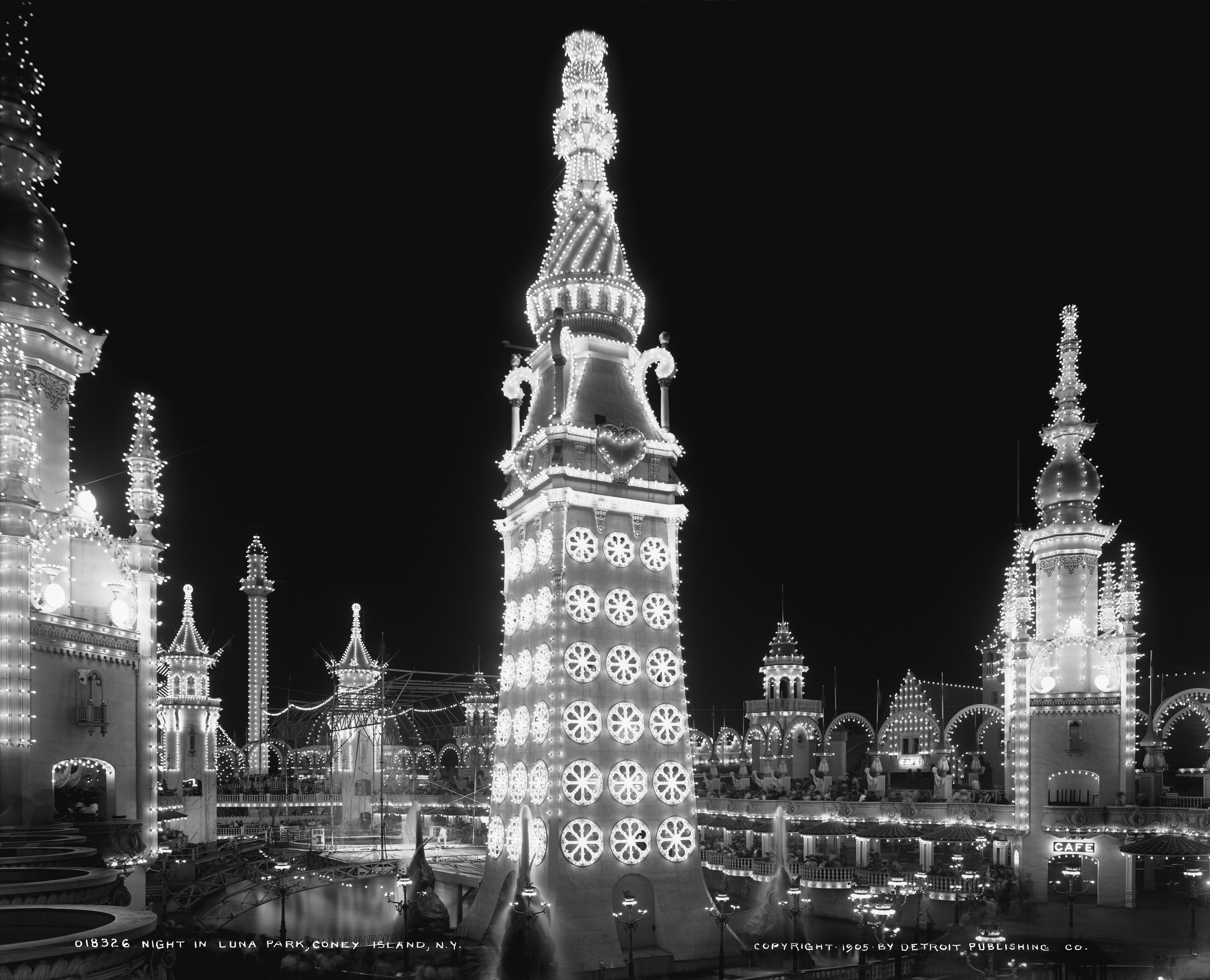
De verlichte Electric Tower (1905)

Het vernieuwde park had een Oriëntaalse stijl met rode en witte accenten. `s Avonds werden de gebouwen, pilaren en minaretten verlicht met 250.000 gloeilampen. In het midden van het park stond een 61 meter hoge toren genaamd Electric Tower in een meer. De toren werd verlicht met 20.000 gloeilampen en was omringd door fonteinen. In 1905 werden twee circusringen bij de toren geplaatst waar acrobaten optraden.
Op 13 augustus 1944 brandde een groot deel van het Luna Park af. De schade werd op $800.000 geraamd. Wegens een juridisch conflict over het verzekeringsgeld werd het park niet herbouwd, noch heropend. In augustus 1946 werd het Luna Park verkocht aan een bedrijf dat huizen voor veteranen en hun gezinnen op de plek van het park wilde bouwen. In oktober, nog voor de sloop plaatsvond, brak er opnieuw brand uit. Uiteindelijk werden vijf appartementgebouwen genaamd Luna Park Houses gebouwd.

### 1947-heden

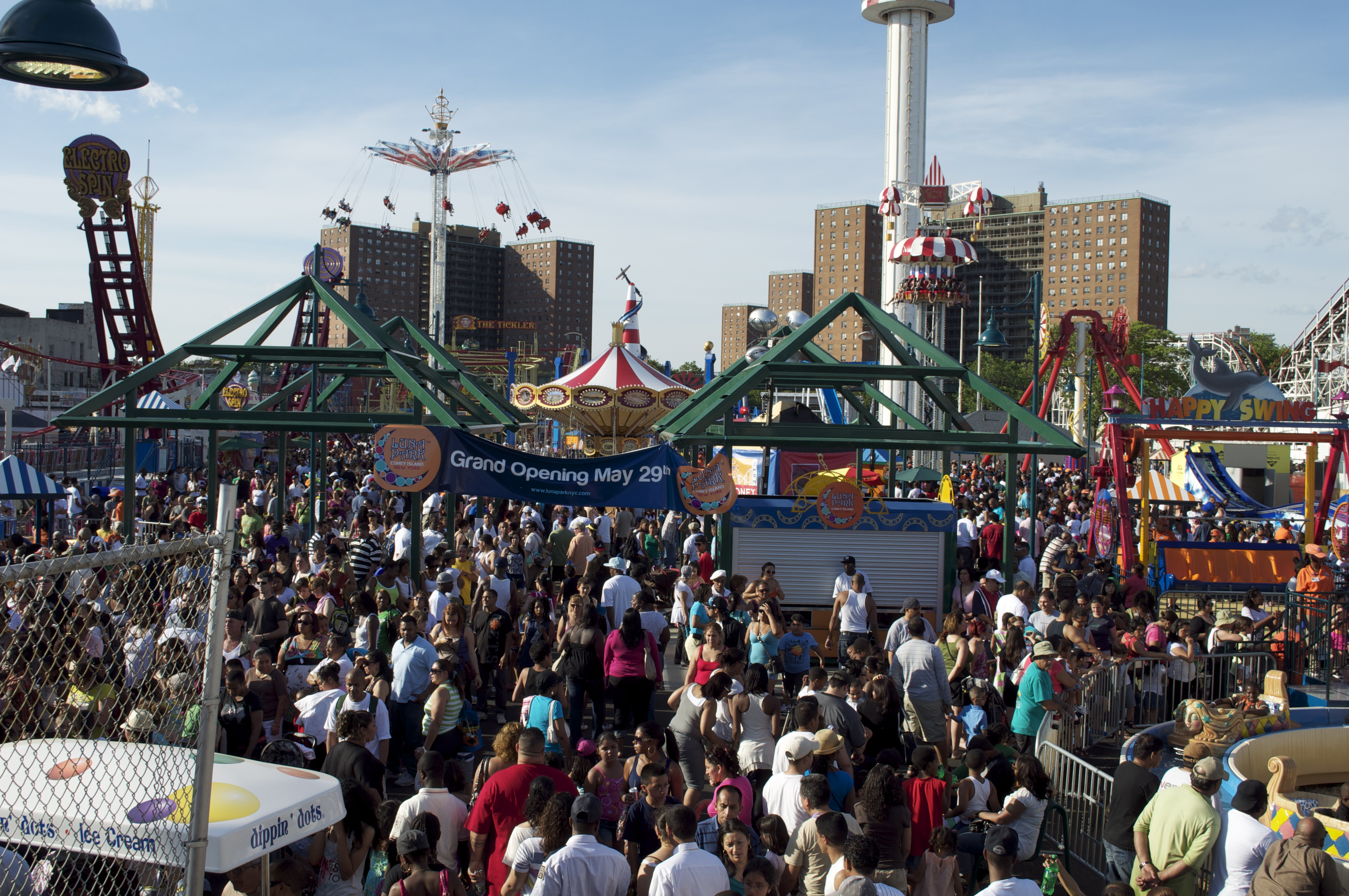
Luna Park ten tijde van de opening (2010)

In 1962 opende op nagenoeg dezelfde locatie als die van het oorspronkelijke Luna Park een nieuw pretpark genaamd Astroland. Eind 2008 sloot Astroland haar deuren. In 2009 werd het park heropend door een andere organisatie onder de naam Dreamland, wat aan het eind van 2009 alweer haar deuren sloot. Op 16 februari 2010 kondigde Michael Bloomberg, toenmalig burgemeester van New York, aan dat Zamperia en Central Amusement International een openbare aanbesteding hadden gewonnen om Astroland/Dreamland over te nemen en het park te mogen uitbreiden. De concessie was voor de duur van 10 jaar. Het vernieuwde park werd uiteindelijk op 29 mei 2010 geopend.
Zamperla liet 19 nieuwe attracties bouwen, maar nam ook oudere attracties over, waaronder Astrotower, de Coney Island Cyclone en enkele oudere attracties met ruimtevaartelementen.
Op 2 juli 2013 werd Luna Park geëvacueerd wegens gevaar voor instorting van de Astrotower. In de dagen erna bleef het park deels gesloten werd de toren afgebroken. Op 6 juli ging het park weer volledig open en was de toren zo goed als afgebroken.
In mei 2014 werd de stalen Thunderbolt-achtbaan geopend. De achtbaan is vernoemd naar de gelijknamige achtbaan uit 1925 die in 2000 werd afgebroken.
In augustus 2018 presenteerden de New York City Economic Development Corporation en New York City Department of Parks and Recreation een uitbreidingsplan voor het Luna Park. Er zouden nieuwe attracties op West 15th en West 16th Street worden gebouwd, naast de reeds bestaande Thunderbolt-achtbaan. In de plannen waren onder meer een boomstamattractie genaamd Super Flume, klimparcours genaamd Sky Chaser en een nieuwe achtbaan genaamd Tony's Express (vernoemd naar Antonio Zamperla, oprichter van pretparkeigenaar Zamperla) te zien. De attracties zouden in 2020 geopend moeten worden. Ook zouden er een groot plein en speelhal worden gebouwd. Begin 2020 werd de bouw in verband met de coronapandemie stilgelegd. Het park ging dat seizoen ook niet openen. President-directeur Alessandro Zamperla hoopte de attracties in 2021 alsnog te kunnen openen. In 2021 ging het park weer open en ik oktober 2021 werd de bouw van de nieuwe attracties hervat.

## Beschrijving
De ingang van Luna Park is gemodelleerd naar die van het oorspronkelijke park uit 1903. Het is het enige attractiepark op Coney Island waar geen contant in het park zelf wordt geaccepteerd. In plaats daarvan dienen bezoekers zogeheten Luna Cards-toegangskaarten te kopen en Luna Credits uit te geven. Ook kan een armband worden aangeschaft die vier uur lang onbeperkt toegang geeft tot bepaalde attracties. In heel het park zijn variaties te zien van Coney Islands Funny Face-logo. Dit logo stamt uit 1897 en is door George C. Tilyou gemaakt voor het voormalige Steeplechase Park.

## Attracties

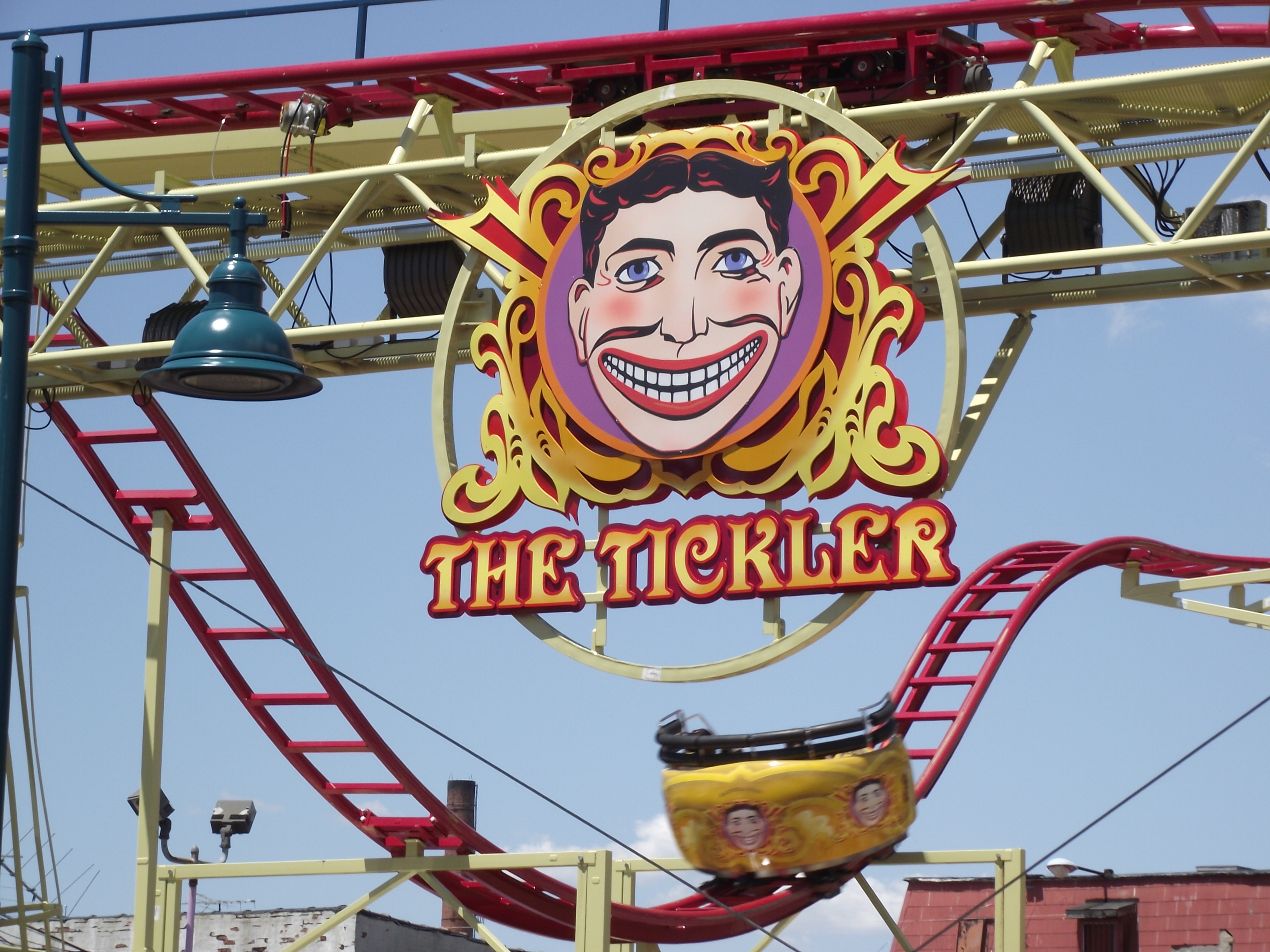
The Tickler-achtbaan

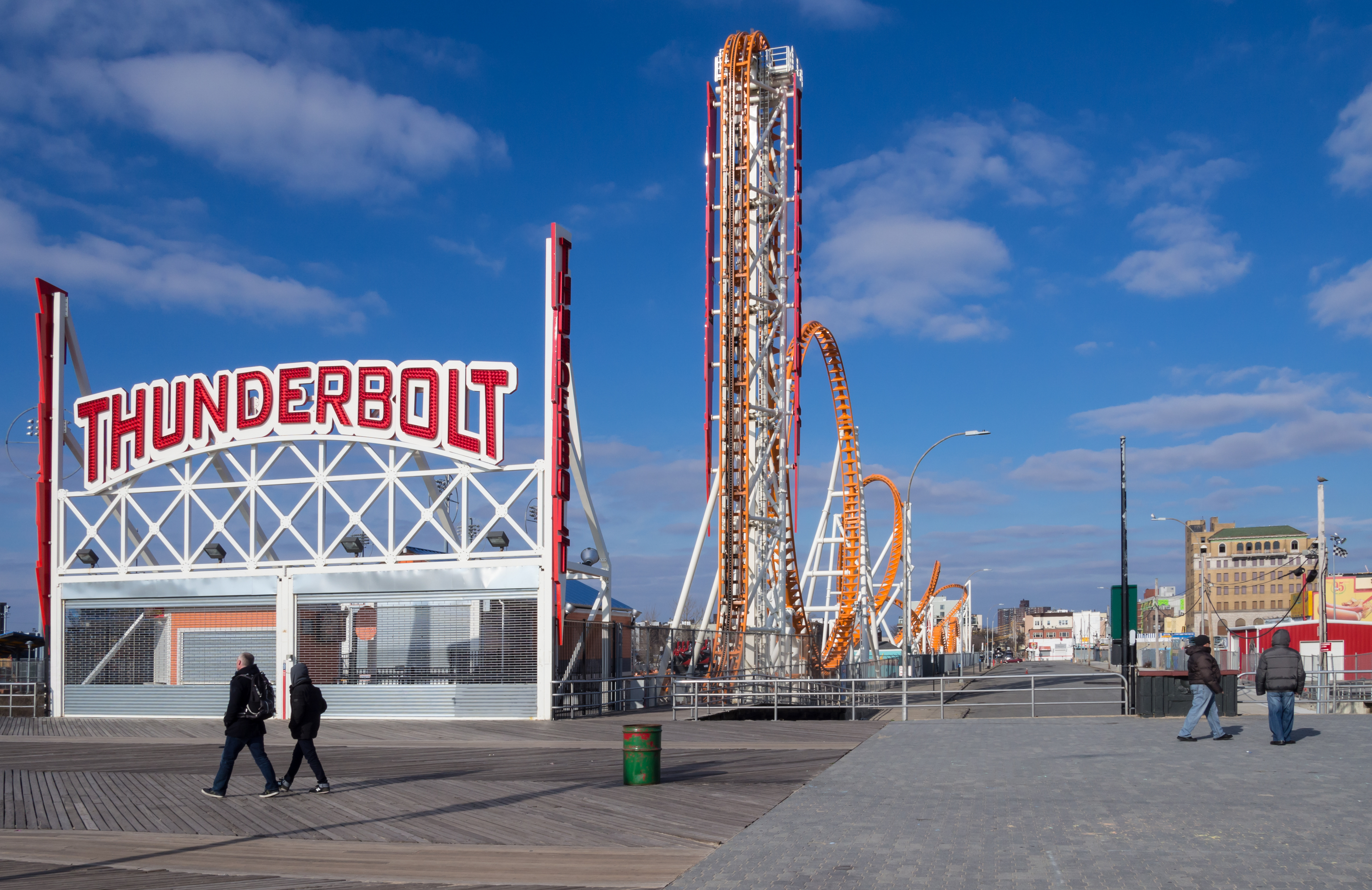
De Thunderbolt-achtbaan

### Achtbanen
- Atlantic Aviator
- Brooklyn Flyer
- Clockworkz
- Coney Clipper
- Coney Island Cyclone
- Electro Spin
- Luna 360
- The Tickler
- Thunderbolt
- Tony's Express
- Leti's Treasure
- Sky Chaser

### Familie-attracties
- Circus Coaster
- Coney Island Hang Glider
- Coney Tower
- Lynn's Trapeze
- WindstarZ

### Kinderattracties

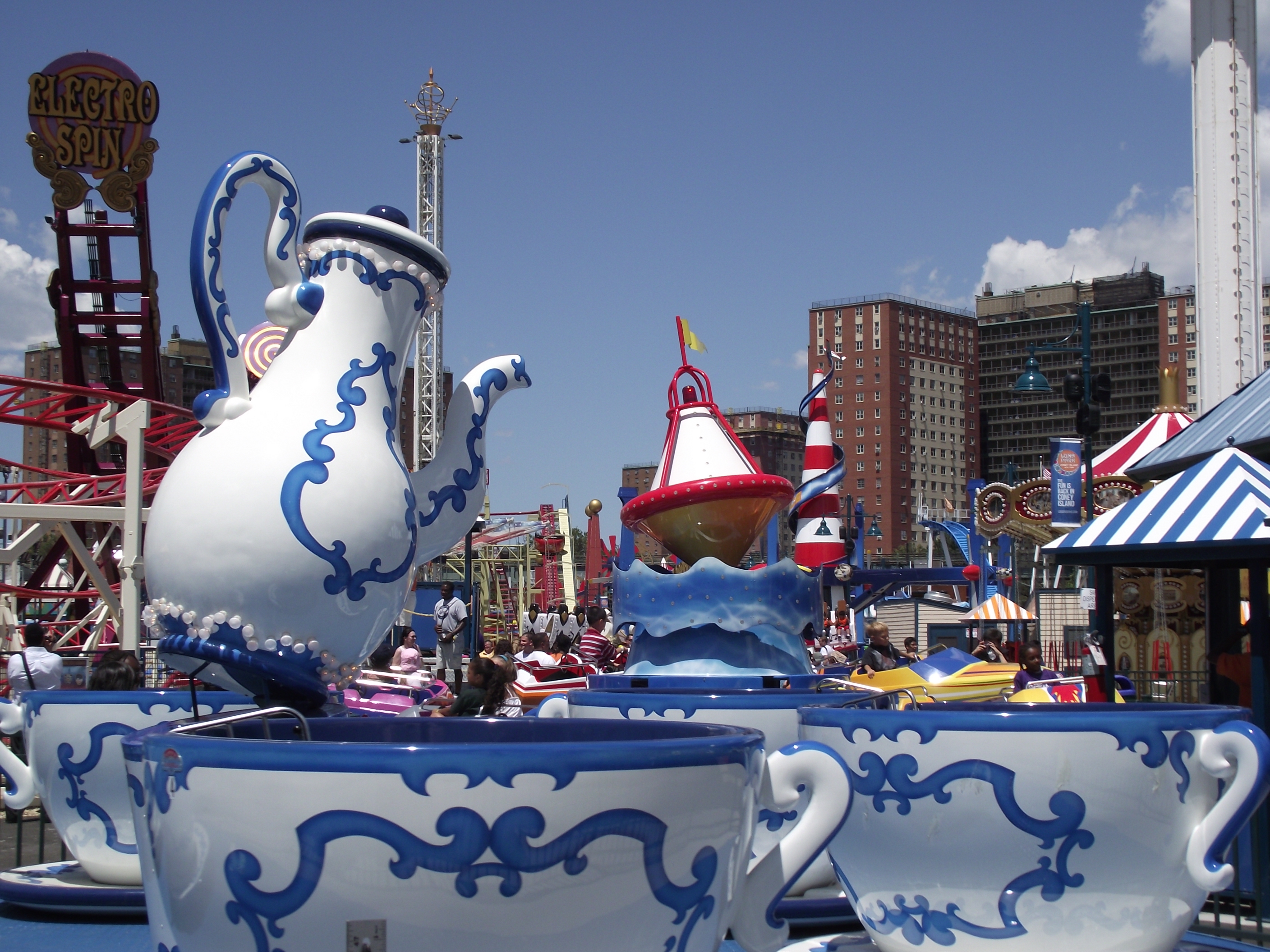
De Tea Party

- B&B Carousell
- Brooklyn Barge
- Convoy
- Magic Bikes
- Seaside Swing
- Big Top Express
- Speed Boat
- Tea Party
- Circus Candy
- Fire Patrol

### Attracties in Victorian Gardens
- Rainbowheel
- Aeromax
- Grand Prix
- Mini Mouse

### Attracties in de Scream Zone

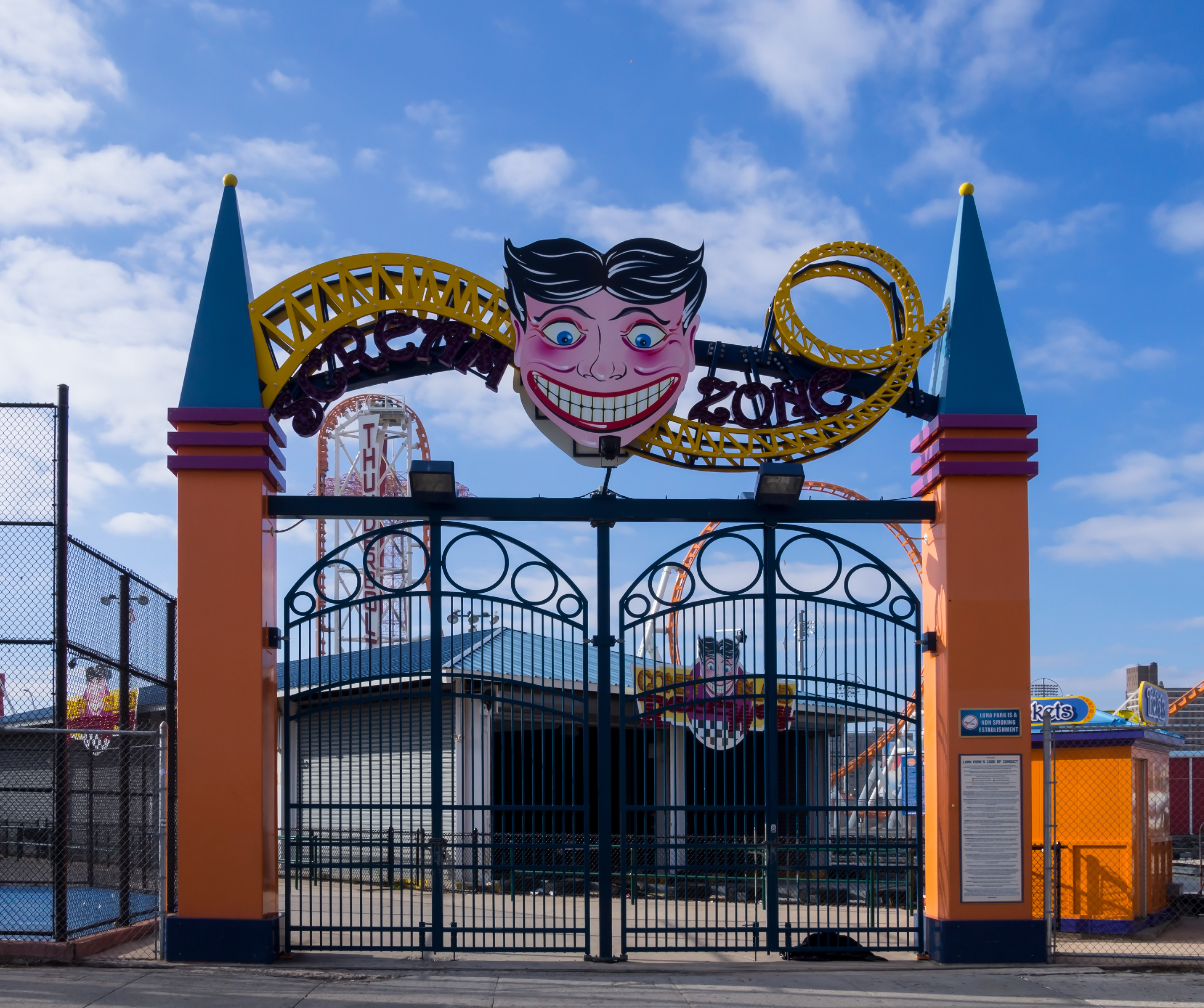
Ingang van de Scream Zone

In 2011 werd een uitbreiding geopend onder de naam Scream Zone. De uitbreiding omvat 4 attracties. Nadien zijn er nog een paar attracties bijgekomen.

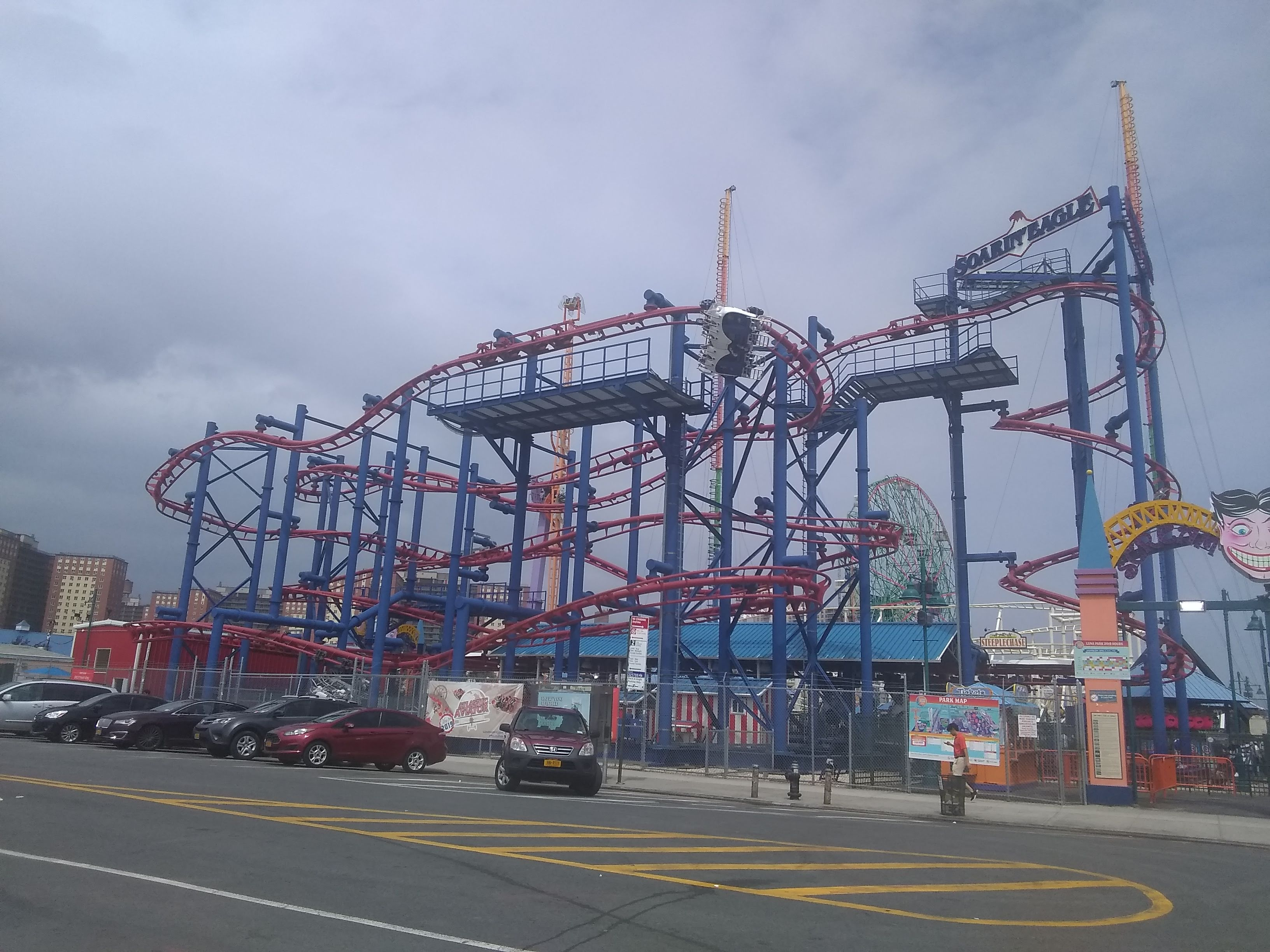
De Soarin' Eagle

- Astro Tower (vernoemd naar Astrolands Astro Tower)
- Coney Island Raceway (skelters)
- Endeavor
- Slingshot
- Steeplechase - Een achtbaan met treinen die op paarden lijken
- Soarin' Eagle - Een vliegende achtbaan waar gasten op hun buik liggen en omhoog gaan
- Zenobio

### Speelhallen en andere spellen
- Luna Park Arcade
- Warpzone Retro Darkade - Een kleine speelhal met ouderwetse spellen
- Meerdere speelkraampjes verspreid over het park